# Liste der Biografien/Fli
Liste der Biografien |
Portal Biografien |
Personensuche
# |
A |
B |
C |
D |
E |
F |
G |
H |
I |
J |
K |
L |
M |
N |
O |
P |
Q |
R |
S |
T |
U |
V |
W |
X |
Y |
Z |
?
 
Fa |
Fe |
Ff |
Fh |
Fi |
Fj |
Fk |
Fl |
Fm |
Fn |
Fo |
Fr |
Ft |
Fu |
Fy
 
Fla |
Fle |
Fli |
Flj |
Flo |
Flu |
Fly
Die Liste der Biografien führt alle Personen auf, die in der deutschsprachigen Wikipedia einen Artikel haben. Dieses ist eine Teilliste mit 271 Einträgen von Personen, deren Namen mit den Buchstaben „Fli“ beginnt.

## Fli

### Flia
- Fliaster, Alexander (* 1966), deutscher Wirtschaftswissenschaftler

### Flic
- Flich, Marta (* 1978), spanische Schauspielerin und Moderatorin
- Fliche, Augustin (1884–1951), französischer Historiker
- Fliche, Paul (1836–1908), französischer Paläobotaniker und Botaniker
- Flici, Laadi (1937–1993), algerischer Schriftsteller
- Flick, Andreas (* 1957), deutscher Theologe, Pastor der evangelisch-reformierten Kirche in Celle, Sachbuchautor zur Geschichte der Hugenotten und Êziden
- Flick, Bertolt (* 1964), deutscher Unternehmer
- Flick, Birgitta (* 1985), deutsche Jazzmusikerin (Saxophone, Komposition)
- Flick, Bruce (1933–2021), australischer Basketballspieler
- Flick, Carl (1899–1969), amerikanischer Journalist
- Flick, Dario (* 1997), deutscher Musiker und Schauspieler
- Flick, Florian (* 2000), deutscher Fußballspieler
- Flick, Friedrich (1883–1972), deutscher UnternehmerFriedrich Flick (1883–1972)

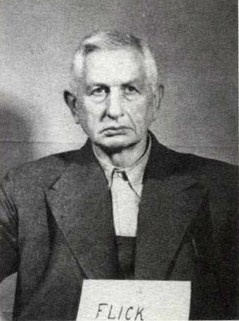
Friedrich Flick (1883–1972)

- Flick, Friedrich Christian (* 1944), deutscher Jurist, Unternehmer und Kunstsammler
- Flick, Friedrich Karl (1927–2006), deutsch-österreichischer Unternehmer und Milliardär
- Flick, Gert-Rudolf (* 1943), deutscher Jurist, Unternehmer, Autor und Kunstsammler
- Flick, Giovanni Maria (* 1940), italienischer Jurist und Politiker
- Flick, Hans (1927–2015), deutscher Jurist
- Flick, Hansi (* 1965), deutscher Fußballspieler und -trainerHansi Flick (* 1965)

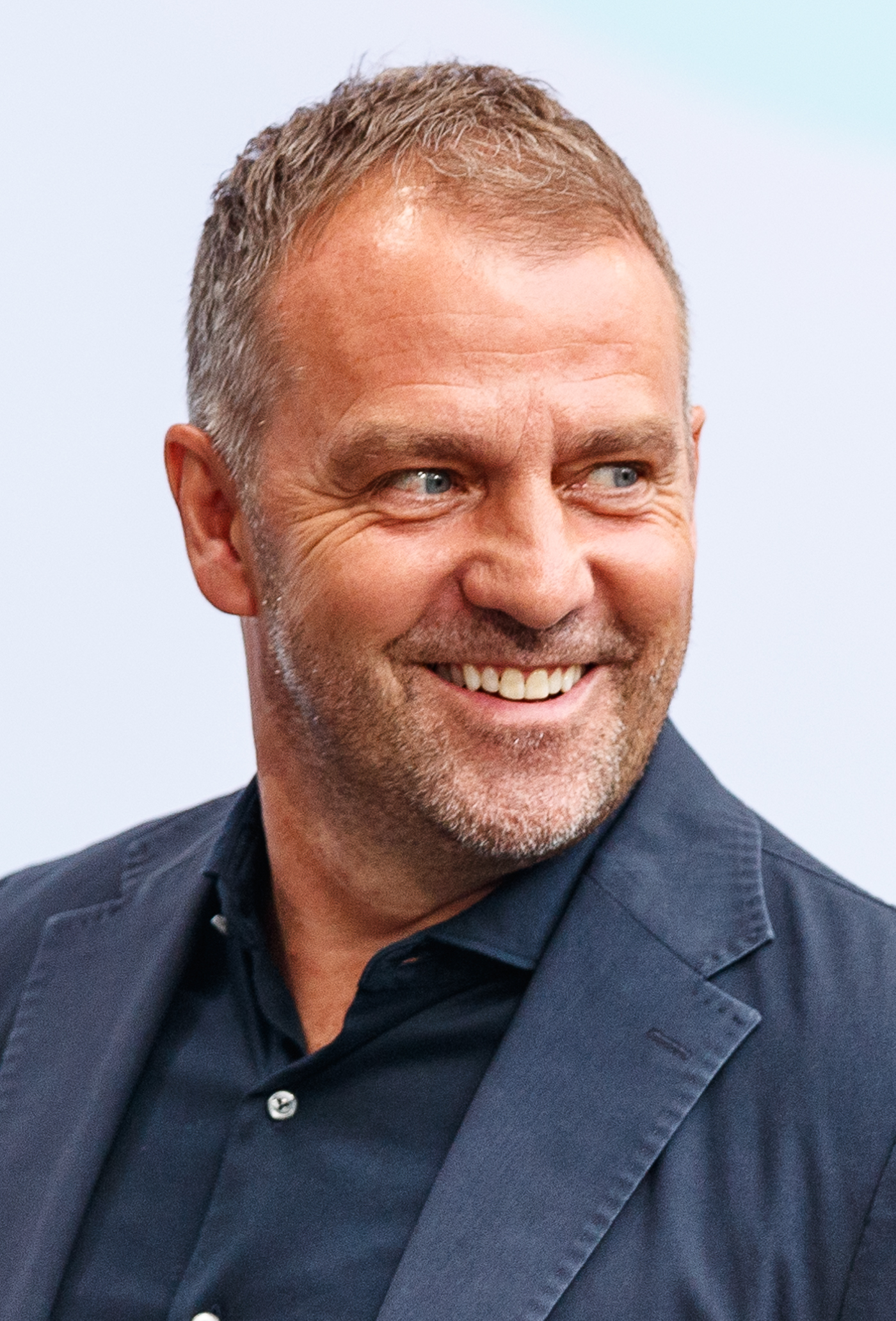
Hansi Flick (* 1965)

- Flick, Heinrich Christian (1790–1869), deutscher lutherischer Geistlicher und Freiheitskämpfer des Vormärz
- Flick, Hermann (1905–1944), deutscher Fußballspieler
- Flick, Horst (* 1926), deutscher Fernsehregisseur
- Flick, James Patton (1845–1929), US-amerikanischer Politiker
- Flick, Mark (* 1973), deutsch-amerikanischer Basketballspieler
- Flick, Maurizio (1909–1979), italienischer Jesuit und Theologe
- Flick, Otto-Ernst (1916–1974), deutscher Unternehmer
- Flick, Rob (* 1991), kanadischer Eishockeyspieler
- Flick, Rokas (1936–2023), litauischer Ökonom und Politiker
- Flick, Stephen Hunter (* 1949), US-amerikanischer Tonmeister
- Flick, Thorsten (* 1976), deutscher Fußballspieler
- Flick, Ursula (1924–2006), deutsche Politikerin (CDU), MdL
- Flick, Uwe (* 1956), deutscher Soziologe
- Flick, W. D. (1900–1965), US-amerikanischer Tontechniker
- Flicke, Gerlach († 1558), deutscher Maler
- Flicke, Wilhelm (1897–1957), deutscher Geheimdienstoffizier, Kryptoanalytiker und Autor
- Flickel, Paul (1852–1903), deutscher Landschaftsmaler
- Flickenschildt, Elisabeth (1905–1977), deutsche Bühnen- und Filmschauspielerin
- Flickenschildt, Hilke (* 1951), deutsche Schauspielerin, Dialogbuchautorin und Dialogregisseurin
- Flicker, Florian (1965–2014), österreichischer Filmemacher
- Flicker, Franz (* 1939), österreichischer Politiker (ÖVP), Abgeordneter zum Nationalrat
- Flicker, Martin (* 1969), österreichischer Gärtner und Politiker (ÖVP)
- Flicker, Rupert (* 1942), österreichischer Kfz-Mechaniker-Meister und Politiker
- Flicker, Yuval (* 1955), israelisch-US-amerikanischer Mathematiker
- Flickinger, Andy (* 1978), französischer Radrennfahrer
- Flickinger, Hali (* 1994), US-amerikanische Schwimmerin
- Flickinger, Manuel (* 1988), deutscher FernsehdarstellerManuel Flickinger (* 1988)

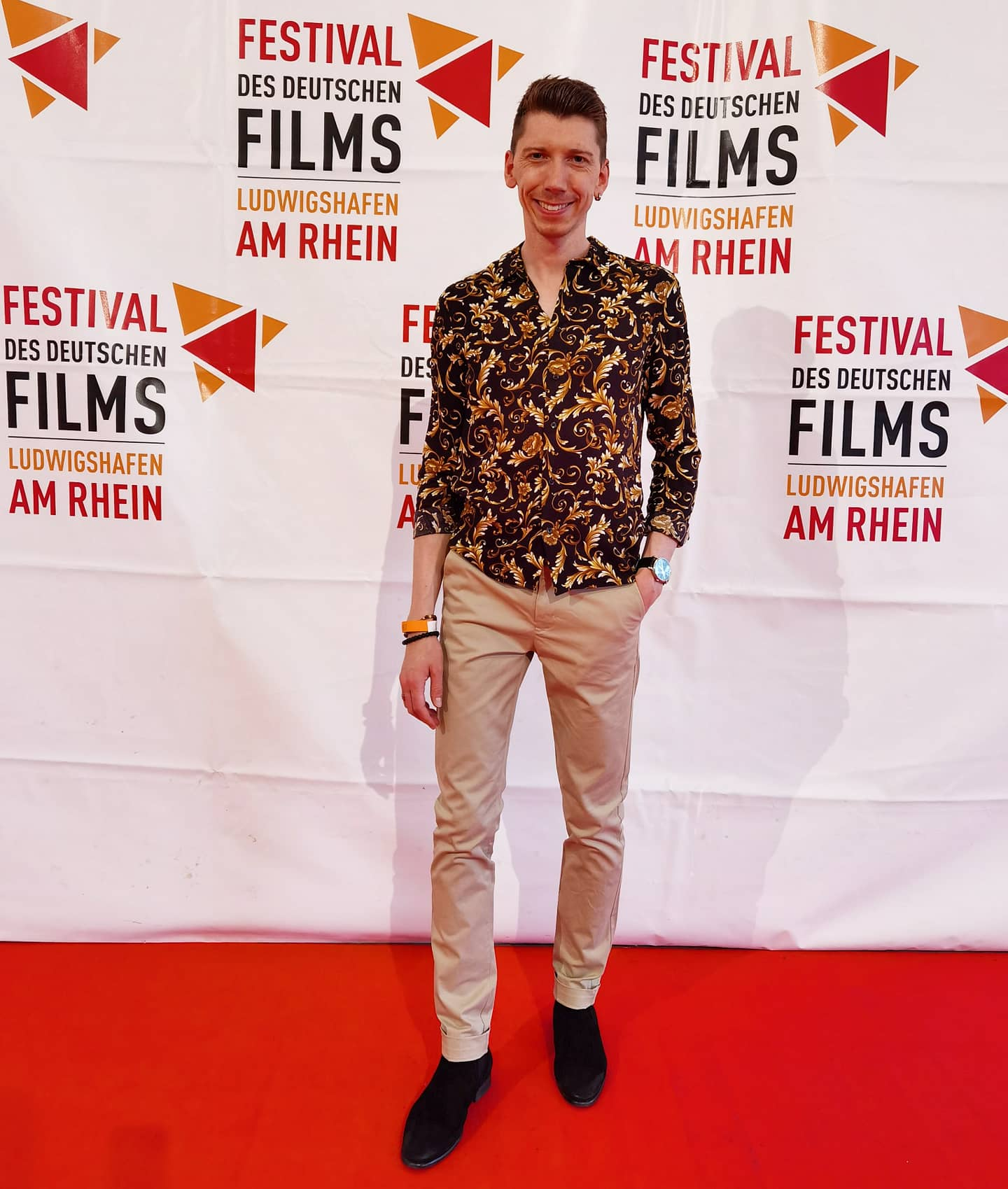
Manuel Flickinger (* 1988)

- Flickinger, Robert (* 1971), britisch-US-amerikanischer American-Football-Spieler
- Flickschu, Albertine (1827–1905), Tuchfabrikantengattin und Stifterin
- Flickschu, Carl August (1821–1888), deutscher Kaufmann, Tuchfabrikant und Stadtrat

### Flie
- Flieder, Paul (1953–2010), österreichischer Opernregisseur
- Fliedl, Gottfried (* 1948), österreichischer Kunst- und Museumshistoriker und Museologe
- Fliedl, Jeremias (* 1999), österreichischer Cellist
- Fliedl, Konstanze (* 1955), österreichische Germanistin und Literaturwissenschaftlerin
- Fliedner, Caroline (1811–1892), Vorsteherin der Diakonissenanstalt Kaiserswerth
- Fliedner, Friederike (1800–1842), deutsche Lehrerin und Krankenpflegerin
- Fliedner, Friedrich (1883–1953), Historiker, Schulbuchautor, Direktor des Evangelisch Stiftischen Gymnasiums Gütersloh
- Fliedner, Hans-Joachim (* 1940), deutscher Historiker und Kulturpolitiker
- Fliedner, Klaus-Theodor (1935–2022), deutscher Sanitätsoffizier
- Fliedner, Malte, deutscher Wirtschaftswissenschaftler
- Fliedner, Max (1843–1925), deutscher Verwaltungsbeamter, Parlamentarier und Kirchenpolitiker
- Fliedner, Paul (1889–1970), deutscher Politiker (SPD, USPD, KPD)
- Fliedner, Siegfried (1914–2002), deutscher Kunsthistoriker
- Fliedner, Theodor (1800–1864), deutscher evangelischer Pfarrer und Gründer der Kaiserswerther Diakonie
- Fliedner, Theodor M. (1929–2015), deutscher Hämatologe und Strahlenbiologe, Stammzellforscher, Hochschullehrer und Rektor der Universität Ulm
- Fliedner, Wilhelmine (1835–1904), Gründerin der Wilhelmine Fliedner Realschule
- Flieg, Leo (1893–1939), deutscher Politiker (KPD)
- Fliegauf, Benedek (* 1974), ungarischer Filmregisseur und Drehbuchautor
- Fliegauf, Rolf (* 1980), deutscher Koch
- Fliege, Anna-Sophie (* 1996), deutsche Fußballspielerin
- Fliege, Franz (1936–2019), deutscher Fußballspieler
- Fliege, Hans (1890–1976), deutscher Zahnarzt, SS-Führer und Hochschullehrer
- Fliege, Hermann (1829–1907), deutscher Komponist und Dirigent
- Fliege, Jürgen (* 1947), deutscher Pfarrer und TalkshowmoderatorJürgen Fliege (* 1947)

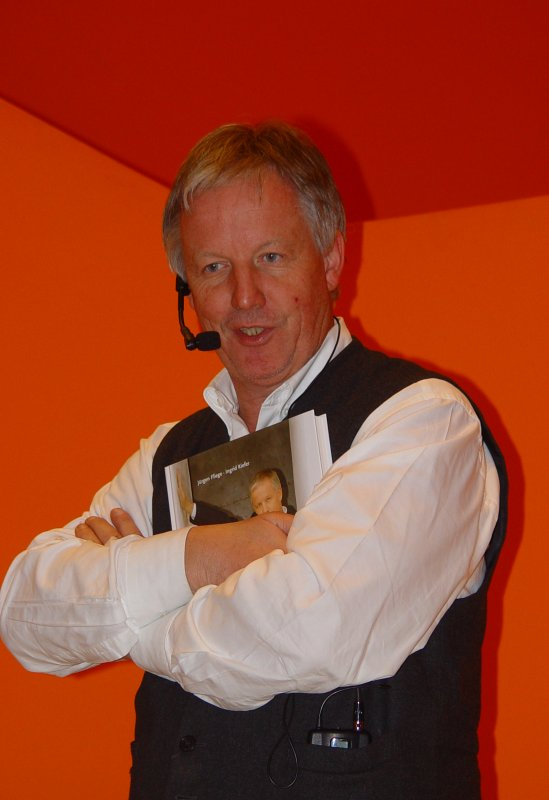
Jürgen Fliege (* 1947)

- Fliege, Maritta (* 1957), deutsche Schauspielerin, Hörspiel- und Synchronsprecherin
- Fliegel, Alice (1884–1973), deutsche Schriftstellerin
- Fliegel, Fritz (1907–1941), deutscher Jagdpilot und Radsportler
- Fliegel, Gotthard (1873–1947), deutscher Geologe
- Fliegel, Ludwig (1865–1947), Schweizer Zahnarzt und Bekämpfer von Tierversuchen
- Fliegel, Marie Anne (* 1940), deutsche Schauspielerin und Hörspielsprecherin
- Fliegel, Rainer (* 1953), deutscher Fußballspieler
- Fliegenschmidt, Martin (* 1981), deutscher Popmusiker, Produzent, Komponist und Textdichter
- Flieger, Burghard (* 1952), deutscher Sozialwissenschaftler
- Flieger, Daniel (* 1981), deutscher Schauspieler
- Flieger, Dora, Theaterschauspielerin
- Flieger, Jan (* 1941), deutscher Kinder-, Jugendbuch- und Krimiautor
- Flieger, Janina (* 1982), deutsche Schauspielerin
- Flieger, Otto (1915–1981), deutscher Politiker (SPD), Mitglied der Stadtverordnetenversammlung von Groß-Berlin
- Flieger, Rainer (1941–2018), deutscher Gebrauchsgrafiker und Illustrator
- Flieger, Ron (* 1980), deutscher Sänger, Fotograf, Regisseur, Creative Director und Musikproduzent
- Flieger, Theodor (* 1938), deutscher Fußballspieler
- Flieger, Verlyn (* 1933), US-amerikanische Autorin, Herausgeberin und Hochschullehrerin
- Fliegerbauer, Anton (1940–1972), deutscher Polizeibeamter der bayerischen Polizei
- Fliegner, Albert (1842–1928), schweizerisch-polnischer Ingenieur
- Fliegner, Christian (* 1976), deutscher Gesangspädagoge, künstlerischer Leiter des Tölzer Knabenchores und Opernsänger (Tenor)
- Fliegner, Erich (1891–1971), deutscher Chorleiter und Gesangvereinsfunktionär
- Fliegner, Nils (* 1966), deutscher Illustrator und Dozent
- Flieher, Karl (1881–1958), österreichischer Landschafts- und Vedutenmaler
- Flier, Helmert van der (1827–1899), niederländischer Landschafts- und Tiermaler
- Flier, Jakow Wladimirowitsch (1912–1977), russischer Pianist
- Flier, Jeffrey Scott (* 1948), US-amerikanischer Endokrinologe
- Flier, Manon (* 1984), niederländische Volleyballspielerin
- Flierl, Alexander (* 1970), deutscher Rechtsanwalt und Politiker (CSU), MdL
- Flierl, Axel (* 1976), deutscher Organist und Musikwissenschaftler
- Flierl, Brigitte (* 1956), deutsche Eisschnellläuferin
- Flierl, Bruno (1927–2023), deutscher Architekt und Architekturkritiker
- Flierl, Hans (1885–1974), deutscher Jurist und Kommunalpolitiker
- Flierl, Inge (* 1926), deutsche Kunstweberin
- Flierl, Johann (1858–1947), deutscher Missionar
- Flierl, Karl (1886–1967), deutscher Wasserbauingenieur und Hochschullehrer
- Flierl, Louise (1861–1934), australische evangelisch-lutherischer Missionarin
- Flierl, Ralf (* 1965), deutscher Wirtschaftsjournalist
- Flierl, Thomas (* 1957), deutscher Politiker (Die Linke), Berliner Senator, MdAThomas Flierl (* 1957)

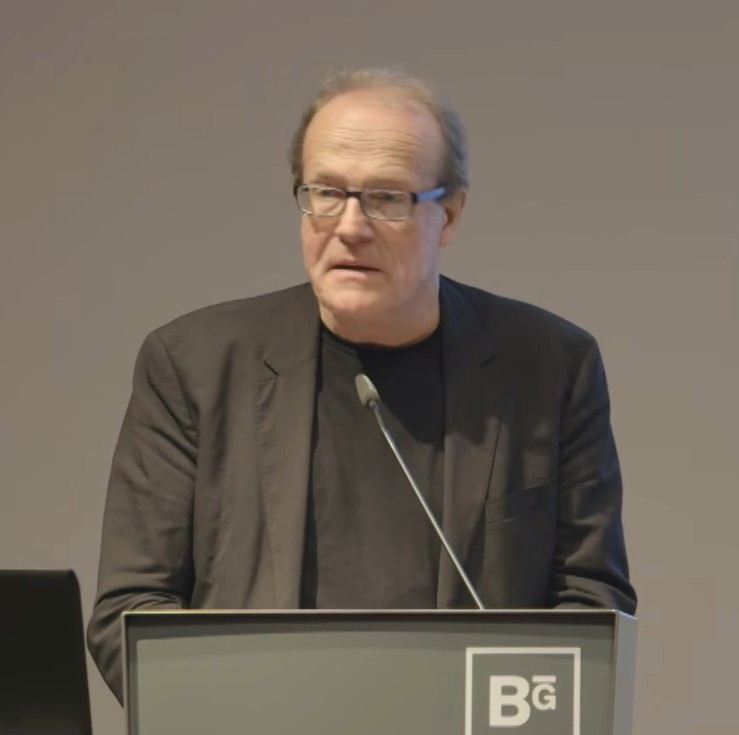
Thomas Flierl (* 1957)

- Flies, Eduard Moritz von (1802–1886), preußischer Offizier, zuletzt Generalleutnant
- Fliesberg, Thekla Viloo (* 1989), deutsche Schauspielerin und Sprecherin
- Fliesen, Johann Wilhelm (1766–1852), deutscher evangelischer Jurist, Regierungsrat, Konsistorialdirektor
- Fliesen, Otto (1888–1967), deutscher Unternehmer und Politiker
- Flieser, Jeane († 2007), deutsche Malerin
- Fliess, André (* 1992), deutscher Fußballspieler
- Fliess, Dorothee (1921–2001), deutsche Verfolgte des Nationalsozialismus
- Fließ, Erich (1857–1898), deutscher Schriftsteller und Zeitungsredakteur
- Fliess, Ingo (* 1965), deutscher Filmproduzent und Unternehmer
- Fliess, Julius (1876–1955), deutscher Rechtsanwalt und Notar
- Fließ, Sabine (1960–2025), deutsche Wirtschaftswissenschaftlerin
- Fließ, Ulrich, deutscher Kurator und Kunsthistoriker
- Fließ, Walter (* 1867), deutscher Politiker (KPD), Mitglied der Hamburgischen Bürgerschaft
- Fliess, Walter (1901–1985), deutsch-britischer sozialistischer Politiker (SPD)
- Fließ, Wilhelm (1858–1928), deutscher Arzt
- Fließbach, Georg (1864–1934), deutscher Rittergutsbesitzer und Parlamentarier
- Fliessbach, Holger (1943–2003), deutscher Übersetzer
- Fließbach, Torsten (* 1944), deutscher theoretischer Physiker
- Fließbach, Wilhelm (1901–1971), deutscher Jurist
- Fließer, Josephus Calasanz (1896–1960), katholischer Bischof der Diözese Linz
- Fliesteden, Peter († 1529), Märtyrer der evangelischen Kirche
- Fliether, Christopher (* 1981), deutscher Schauspieler
- Fliether, Paul (1897–1945), deutscher Architekt und Architekturlehrer
- Fliethmann, Elfriede (1915–1987), österreichisch-deutsche Anthropologin

### Flig
- Flige, Irina Anatoljewna (* 1960), sowjetische bzw. russische Menschenrechtsaktivistin
- Fligely, August von (1810–1879), österreichischer Kartograph, Begründer der Gradvermessungslehre
- Fligge, Jörg (* 1940), deutscher Historiker und Bibliothekar
- Flight, Howard, Baron Flight (* 1948), britischer Politiker (Conservative Party), Mitglied des House of Commons und Mitglied des House of Lords
- Fligstein, Neil (* 1951), US-amerikanischer Soziologe und Hochschullehrer

### Flik
- Flikke, Yngvild Sve (* 1974), norwegische Drehbuchautorin und Filmregisseurin

### Flim
- Flimm, Dieter (1939–2002), deutscher Architekt und Designer, Bühnenbildner und Production-Designer
- Flimm, Fritz Hermann (1936–2019), deutscher Diplomat
- Flimm, Inge (1938–2017), deutsche Theaterregisseurin und Schauspielerin
- Flimm, Jürgen (1941–2023), deutscher Regisseur, Schauspieler, Intendant und Hochschullehrer
- Flimm, Otto (1929–2020), deutscher Unternehmer und Präsident des ADAC

### Flin
- Flinck, Govaert (1615–1660), niederländischer Genre-, Historien- und Porträtmaler und Zeichner
- Flinders, Matthew (1774–1814), britischer ForschungsreisenderMatthew Flinders (1774–1814)

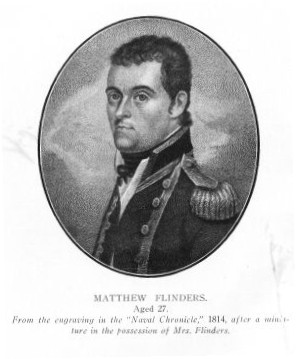
Matthew Flinders (1774–1814)

- Flinders, Matthew (* 1972), britischer Politologe und Hochschullehrer
- Flindt, Anne (1943–2023), dänische Badmintonspielerin
- Flindt, Elise († 1886), deutsche Theaterschauspielerin
- Flindt, Flemming (1936–2009), dänischer Balletttänzer und Choreograph
- Flindt, Günther (1910–1997), deutscher Verwaltungsjurist und Ministerialbeamter
- Flindt, Henrik August (1822–1901), dänischer Gartengestalter und Stadtplaner
- Flindt, Jacob (1768–1842), dänischer Generalleutnant
- Flindt, Margarethe von (* 1880), österreichische Theaterschauspielerin
- Flindt, Stefan (* 1959), deutscher Prähistoriker
- Flindt-Bjerg, Christian (* 1974), dänischer Fußballspieler und -trainer
- Flindt-Bjerg, Ove (* 1948), dänischer Fußballspieler
- Flines, Elisabeth de (* 1681), niederländische Frau mit gerichtlichen Streitigkeiten um ihr Erbe
- Flink, Hugo (1879–1947), österreichischer Schauspieler
- Flink, Karl (1895–1958), deutscher Fußballspieler und -trainer
- Flink, Maria (1892–1978), deutsche Politikerin (Zentrum), MdL
- Flink, Mattias (* 1970), schwedischer Massenmörder
- Flink, Sofi (* 1995), schwedische Speerwerferin
- Flink, Warwara Alexandrowna (* 1996), russische Tennisspielerin
- Flinker, August (1853–1908), deutscher Landschaftsmaler der Düsseldorfer Schule
- Flinker, Martin (1895–1986), österreichischer Buchhändler, Verleger, Schriftsteller und Literaturkritiker jüdischer Abstammung
- Flinker, Moshe Ze’ev (1926–1944), niederländischer Tagebuchautor, Opfer des Holocaust
- Flinker, Robert (1906–1945), deutschsprachiger Arzt und Schriftsteller
- Flinkevleugel, Frits (1939–2020), niederländischer Fußballspieler
- Flinn, Alex (* 1966), US-amerikanische Jugendbuchautorin
- Flinn, Hugo (1879–1943), irischer Politiker, Teachta Dála
- Flinner, Dora (* 1940), deutsche Politikerin (Die Grünen), MdB
- Flinner, Jo, deutscher Jazz- und Fusionmusiker (Piano)
- Flinner, Johann († 1578), deutscher lutherischer Theologe und Dichter von Kirchenliedern
- Flinner, Karl (1922–1990), deutscher Fußballtorhüter
- Flins des Oliviers, Claude-Marie-Louis-Emmanuel Carbon de (1758–1806), französischer Schriftsteller
- Flinsbach, Kunemann (1527–1571), lutherischer Theologe und Reformator
- Flinsch, Alexander (1834–1912), deutscher Unternehmer, Aquarellmaler und Kunstsammler
- Flinsch, Erich (1905–1990), deutscher Pianist und Hochschullehrer
- Flinsch, Ferdinand Traugott (1792–1849), deutscher Unternehmer, Papierfabrikant und Papierhändler
- Flinsch, Heinrich (1839–1921), Kaufmann und Politiker der Freien Stadt Frankfurt
- Flinsch, Heinrich Friedrich Gottlob (1802–1865), deutscher Unternehmer, Papierhändler
- Flinsch, Peter (1920–2010), deutsch-kanadischer Raum- und TV-Designer
- Flinsch, Walter (1903–1943), deutscher Ruderer
- Flinspach, Brigitte (* 1943), österreichische Politikerin (GRÜNE), Landtagsabgeordneter
- Flint, Alexandra (* 1996), deutsche Schriftstellerin
- Flint, Betsi (* 1992), US-amerikanische Beachvolleyballspielerin
- Flint, Caroline (* 1961), britische Politikerin, Mitglied des House of Commons
- Flint, Douglas (* 1955), britischer Manager und Bankier
- Flint, Emilia (* 2007), deutsche Filmschauspielerin und Kinderdarstellerin
- Flint, Ephraim (1819–1894), US-amerikanischer Anwalt und Politiker
- Flint, Eric (1947–2022), US-amerikanischer Science-Fiction- und Fantasy-Autor
- Flint, F. S (1885–1960), britischer Dichter
- Flint, Frank P. (1862–1929), US-amerikanischer Politiker
- Flint, Fritz (1917–1999), deutscher Politiker (CDU)
- Flint, George (* 1939), US-amerikanischer American-Football-Spieler und Canadian-Football-Spieler
- Flint, Helen (1898–1967), US-amerikanische Schauspielerin und Theaterdarstellerin
- Flint, Homer Eon (1889–1924), amerikanischer Science-Fiction-Autor
- Flint, Hughie (* 1941), britischer Schlagzeuger
- Flint, Jewgeni Jewgenjewitsch (1887–1975), russischer Kristallograf und Hochschullehrer
- Flint, Jill (* 1977), US-amerikanische Schauspielerin
- Flint, Katja (* 1959), deutsche Schauspielerin und Fotografin
- Flint, Keith (1969–2019), britischer SängerKeith Flint (1969–2019)

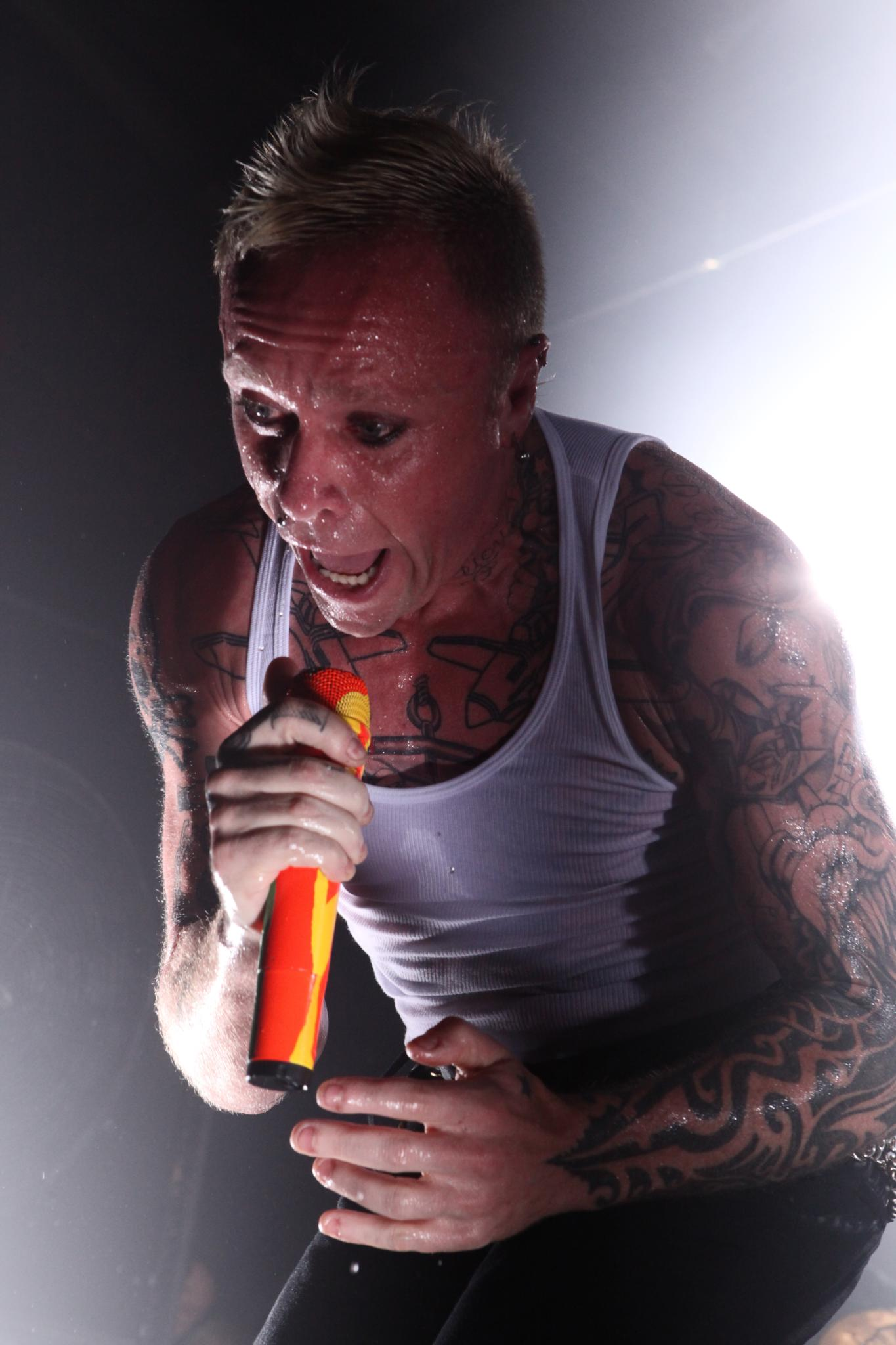
Keith Flint (1969–2019)

- Flint, Maria († 1765), deutsche Kindesmörderin
- Flint, Miles (* 1953), britischer Manager und Geschäftsführer von Sony Ericsson
- Flint, Olly von (1910–1993), österreichische Filmschauspielerin
- Flint, Richard (1902–1976), US-amerikanischer Geologe
- Flint, Sam (1882–1980), US-amerikanischer Schauspieler
- Flint, Shelby (* 1939), US-amerikanische Sängerin
- Flint, Thomas (* 1966), deutscher Jurist und Richter am Bundessozialgericht
- Flinta, Botond (* 1987), rumänischer Eishockeyspieler
- Flinte, Fritz (1876–1963), deutscher Maler
- Flinterman, Cees (* 1940), niederländischer Rechtswissenschaftler und Hochschullehrer
- Flinterman, Jan (1919–1992), niederländischer Autorennfahrer
- Flinth, Peter (* 1964), dänischer Regisseur
- Flintoe, Johannes (1786–1870), dänischer Maler
- Flintoff, Andrew (* 1977), englischer CricketspielerAndrew Flintoff (* 1977)

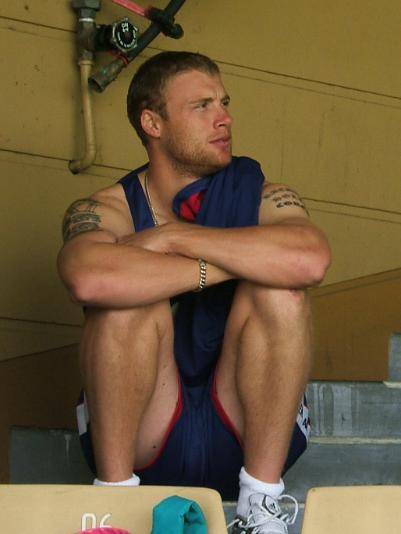
Andrew Flintoff (* 1977)

- Flintoff-King, Debbie (* 1960), australische Hürdenläuferin und Olympiasiegerin
- Flinton, Eric (* 1972), kanadischer Eishockeyspieler
- Flintrop, Franz (1920–2012), deutscher Philosophieprofessor und Hochschulrektor
- Flintrop, Johannes (1904–1942), deutscher, katholischer Kaplan und NS-Opfer
- Flintz, Detlef (* 1958), deutscher Wirtschaftsjournalist
- Flintzer, Hugo (1862–1917), deutscher Maler und Illustrator
- Flinzer, Fedor (1832–1911), deutscher Autor, Pädagoge und Illustrator
- Flinzer, Jochen (* 1959), deutscher Künstler und Hochschullehrer

### Flip
- Flip (* 1941), niederländischer Zauberkünstler, Erfinder, Autor und Dozent
- Flip (* 1973), österreichischer MC und Producer
- Flipkens, Kirsten (* 1986), belgische TennisspielerinKirsten Flipkens (* 1986)

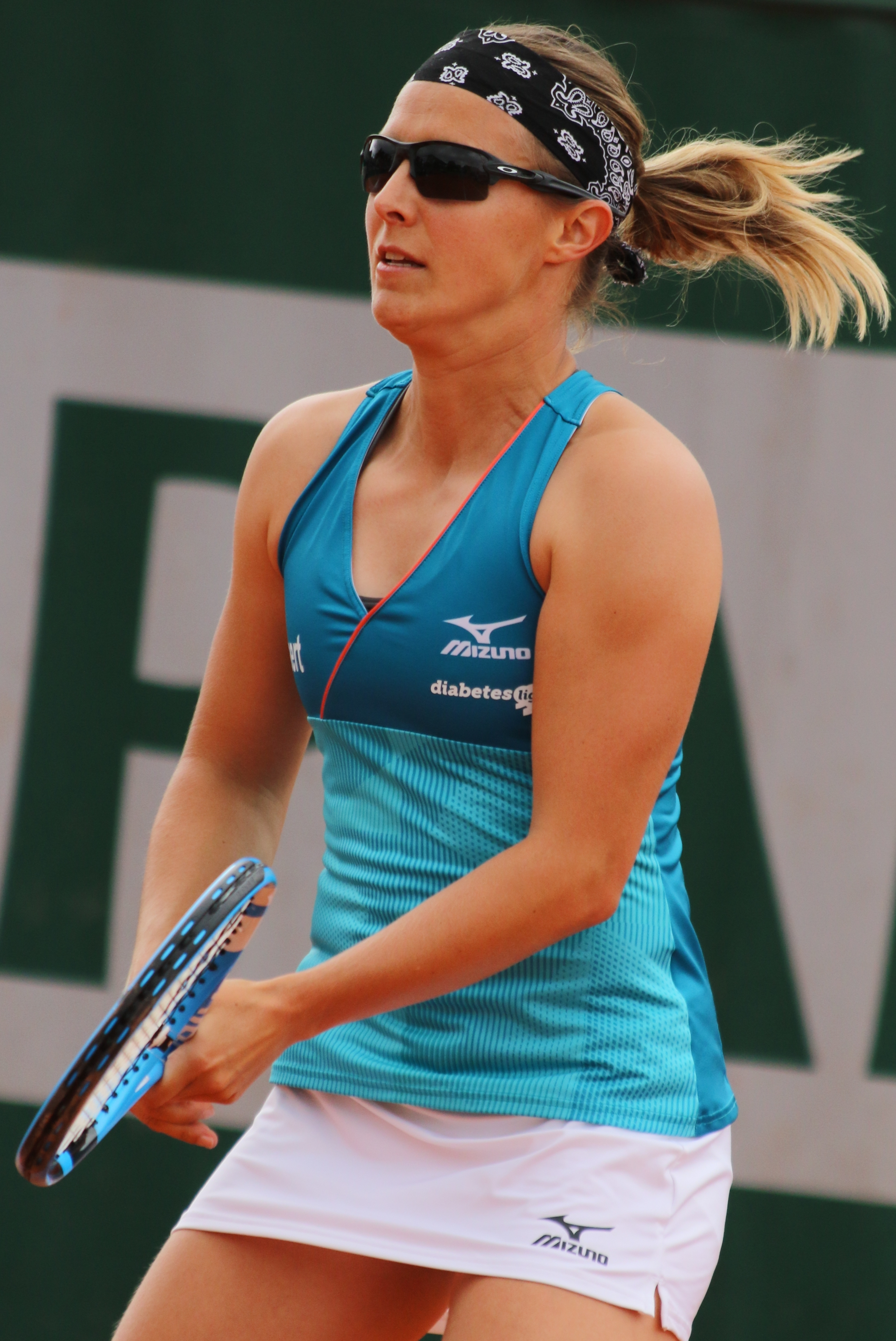
Kirsten Flipkens (* 1986)

- Flipo, Emmanuel (* 1958), französischer Künstler
- Flippen, Jay C. (1899–1971), US-amerikanischer Schauspieler
- Flippin, Lucy Lee (* 1943), US-amerikanische Schauspielerin
- Flippo, Ronnie (* 1937), US-amerikanischer Politiker
- Flips, Alexis (* 2000), französischer Fußballspieler

### Flir
- Flir, Alois (1805–1859), österreichischer Autor, katholischer Geistlicher und Politiker
- Flir, Cornelius (1867–1923), österreichischer Lehrer und Politiker, Landtagsabgeordneter
- Fliri, Franz (1918–2008), österreichischer Geograph
- Fliri, Maria (* 1973), österreichische Schauspielerin
- Fliri, Robert (1976–2025), italienischer Bergsportler und Erfinder

### Flis
- Flisar, Evald (* 1945), slowenischer Schriftsteller, Dichter, Dramatiker, Essayist, Übersetzer und Redakteur
- Flisar, Filip (* 1987), slowenischer Skicrosser und Skirennläufer
- Flisberg, Tage (1917–1989), schwedischer Tischtennisspieler
- Flisch, Peter (1886–1977), Schweizer Lehrer, Regierungsrat und Nationalrat
- Flisek, Christian (* 1974), deutscher Politiker (SPD), MdB
- Fliśnik, Helena (1952–1999), polnische Sprinterin und Weitspringerin
- Fliśnik, Jarosław (* 1973), polnischer Fußballspieler
- Fliß, Hermann (1878–1961), deutscher Kommunalpolitiker (SPD), Bürgermeister von Northeim
- Fliß, Mette († 1583), deutsche Frau, als Hexe hingerichtet
- Fliss, Raphael Michael (1930–2015), US-amerikanischer Geistlicher, Bischof von Superior
- Flissi, Mohamed (* 1990), algerischer Boxer
- Flißikowski, Günther (* 1960), deutscher Politiker (CDU)

### Flit
- Flitan, Constantin (1928–1990), rumänischer Politiker (PCR) und Botschafter
- Flitcroft, Garry (* 1972), englischer Fußballspieler und -trainer
- Flitcroft, Henry (1697–1769), Architekt des englischen Palladianismus
- Flitcroft, Maurice (1929–2007), britischer Golfer und Hochstapler
- Fliter, Ingrid (* 1973), argentinische Pianistin
- Flitner, Andreas (1922–2016), deutscher Pädagoge und Bildungspolitiker
- Flitner, Bettina (* 1961), deutsche FotografinBettina Flitner (* 1961)

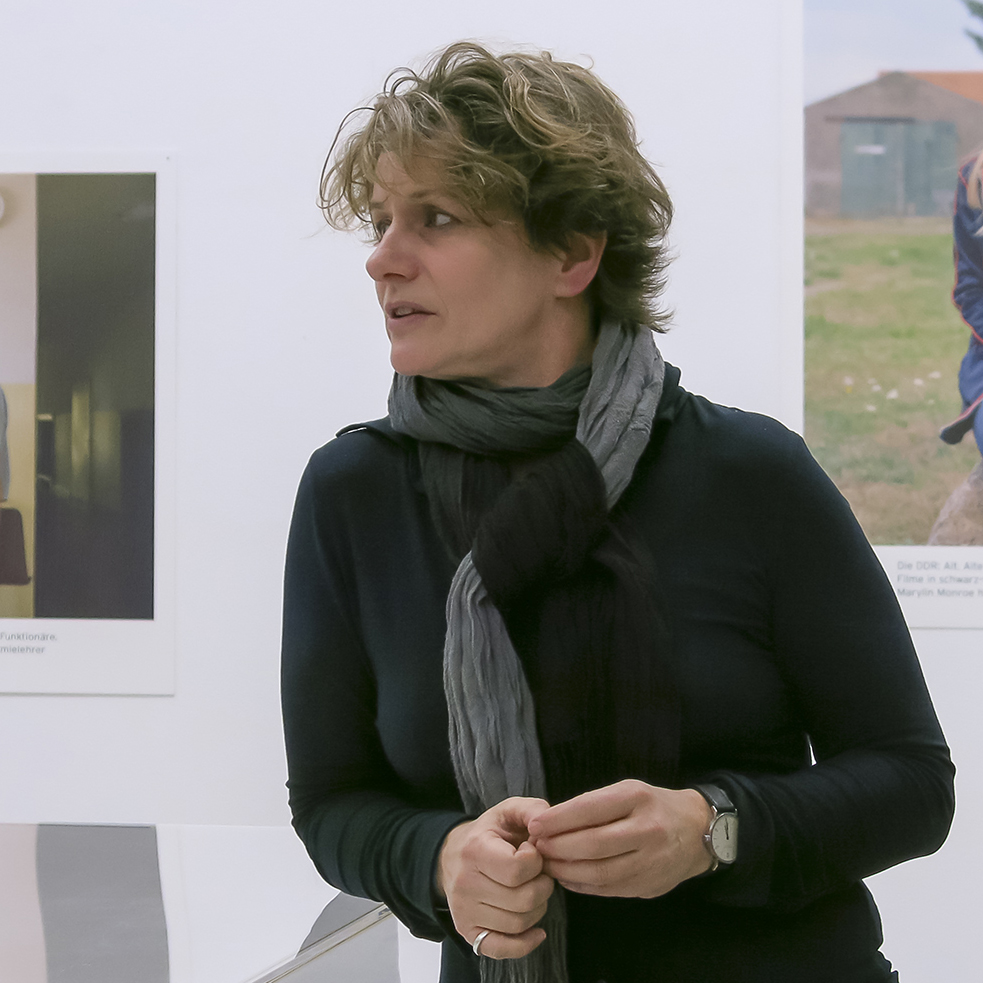
Bettina Flitner (* 1961)

- Flitner, Elisabeth (1894–1988), deutsche Nationalökonomin und Sozialwissenschaftlerin
- Flitner, Michael (* 1960), deutscher Geograph und Hochschullehrer
- Flitner, Wilhelm (1889–1990), deutscher Pädagoge
- Flitsch, Mareile (* 1960), deutsche Ethnologin und Sinologin
- Flitsch, Wilhelm (1924–2012), deutscher Chemiker
- Flitter, Josh (* 1994), US-amerikanischer Schauspieler
- Flittner, Christian Gottfried (1770–1828), deutscher Arzt und Apotheker
- Flittner, Johann (1618–1678), deutscher lutherischer Geistlicher, Kirchenlieddichter und Komponist
- Flittner, Karl (* 1947), deutscher Diplomat
- Flittner, Natalja Dawidowna (1879–1957), russisch-sowjetische Ägyptologin, Kunstwissenschaftlerin und Hochschullehrerin
- Flitz, Hedi (1900–1994), deutsche Politikerin (FDP), MdB